# Chris Bauer
Mark Christopher Bauer, noto come Chris Bauer (Los Angeles, 28 ottobre 1966), è un attore statunitense di origini tedesche e irlandesi, che lavora in campo cinematografico e televisivo.

## Biografia
Nato in California, si diploma alla Miramonte High School a Orinda, California, nel 1984. Studia all'American Academy of Dramatic Arts di Los Angeles e in seguito si laurea presso la Yale School of Drama. Dopo aver lavorato in varie produzioni teatrali e televisive, nel 1997 debutta nel film Face/Off - Due facce di un assassino, successivamente prende parte a numerosi film come Harry a pezzi, Complice la notte, L'avvocato del diavolo, 8mm - Delitto a luci rosse e molti altri.
Dalla fine degli anni novanta in poi la sua carriera inizia ad orientarsi verso la televisione, partecipa a episodi di Jonny Zero, Law & Order - I due volti della giustizia e The Wire. Tra il 1999 e il 2004 recita nella serie televisiva Squadra emergenza, dove ricopre il ruolo ricorrente di Fred Yokas, marito dell'agente Faith Yokas. Nel 2005 interpreta il fotografo e regista Irving Klaw nel film La scandalosa vita di Bettie Page, sulla vita della pin-up Bettie Page. Dopo brevi partecipazioni alle serie The Lost Room, The Black Donnellys, Smith e Numb3rs, nel 2008 entra nel cast della serie vampiresca della HBO True Blood, dove interpreta il Detective Andy Bellefleur. Nel 2010 ottiene una parte nel film di Robert Redford The Conspirator.

## Filmografia parziale

### Cinema
- Face/Off - Due facce di un assassino (Face/Off), regia di John Woo (1997)
- L'avvocato del diavolo (The Devil's Advocate), regia di Taylor Hackford (1997)
- Il mio campione (A Cool, Dry Place), regia di John N. Smith (1998)
- Flawless - Senza difetti (Flawless), regia di Joel Schumacher (1999)
- Accordi e disaccordi (Sweet and Lowdown), regia di Woody Allen (1999)
- 8mm - Delitto a luci rosse (8 mm), regia di Joel Schumacher (1999)
- Animal Factory, regia di Steve Buscemi (2000)
- Alta fedeltà (High Fidelity), regia di Stephen Frears (2000)
- La scandalosa vita di Bettie Page (The Notorious Bettie Page), regia di Mary Harron (2005)
- Flags of Our Fathers, regia di Clint Eastwood (2006)
- The Conspirator, regia di Robert Redford (2010)
- Tomorrowland - Il mondo di domani (Tomorrowland), regia di Brad Bird (2015)
- Money Monster - L'altra faccia del denaro (Money Monster), regia di Jodie Foster (2016)
- Sully, regia di Clint Eastwood (2016)
- Wolves - Il campione (Wolves), regia di Bart Freundlich (2016)
- Un viaggio a quattro zampe (A Dog's Way Home), regia di Charles Martin Smith (2019)
- Fino all'ultimo indizio (The Little Things), regia di John Lee Hancock (2021)

### Televisione
- Fringe - serie TV, 1x12 (2008)
- Jonny Zero - serie TV, 6 episodi (2005)
- Squadra emergenza (Third Watch) - serie TV, 53 episodi (1999-2004)
- The Black Donnellys - serie TV, episodi 1x01-1x03-1x10 (2007)
- The Wire - serie TV, 12 episodi (2003)
- Conviction - serie TV, episodio 1x02 (2006)
- True Blood - serie TV, 80 episodi (2008-2014)
- The Office - serie TV, episodio 8x23 (2012)
- American Crime Story - serie TV, 5 episodi (2016)
- Law & Order - Unità vittime speciali (Law & Order: Special Victims Unit) - serie TV, episodio 18x07 (2016)
- Law & Order True Crime - serie TV, 8 episodi (2017)
- The Deuce - La via del porno (The Deuce) - serie TV, 24 episodi (2017-2019)
- For All Mankind - serie TV, 9 episodi (2019)
- Homeland - Caccia alla spia (Homeland) - serie TV, episodio 8x11 (2020)
- Gaslit - miniserie TV, 5 episodi (2022)
- Compagni di viaggio (Fellow Travelers) - miniserie TV (2023)

## Doppiatori italiani
Nelle versioni in italiano delle opere in cui ha recitato, Chris Bauer è stato doppiato da:
- Massimo De Ambrosis in 8mm - Delitto a luci rosse, The Conspirator, Gaslit
- Luca Biagini in Money Monster - L'altra faccia del denaro, Sully
- Fabrizio Temperini in The Deuce - La via del porno, Fino all’ultimo indizio
- Vittorio Stagni ne L'avvocato del diavolo
- Cesare Bocci ne Il mio campione
- Massimiliano Virgilii in Squadra emergenza
- Vittorio De Angelis in Animal Factory
- Mauro Gravina in The Wire
- Danilo De Girolamo in Criminal Minds
- Angelo Nicotra in Flags of Our Fathers
- Maurizio Reti in CSI - Scena del crimine
- Augusto Di Bono in Law & Order: Criminal Intent
- Paolo Marchese in Fringe
- Teo Bellia in True Blood
- Stefano Benassi in Tomorrowland - Il mondo di domani
- Roberto Draghetti in Law & Order - Unità vittime speciali
- Domenico Strati in Wolves - Il campione
- Alessandro Ballico in Bosch: L'eredità